# Leo Robin
Leo Robin (født 6. april 1900, død 29. december 1984) var en amerikansk komponist, tekstforfatter og sangskriver.
Han er nok bedst kendt for, i samarbejde med Ralph Rainger, at have skrevet sangen "Thanks for the Memory", sunget af Bob Hope og Shirley Ross i filmen The Big Broadcast of 1938, der vandt en Oscar for bedste sang i 1939.

## Biografi
Leo Robin blev født i Pittsburgh, Pennsylvania. Hans far var Max Robin, som var sælger. Hans mor var Fannie Finkelpearl.
Robin studerede på University of Pittsburgh School of Law og på Carnegie Techs dramaskole. Han arbejdede senere som reporter og som publicist.
Robins første hits kom i 1926 i Broadwayproduktionen By the Way. Han fik derefter flere hits i musicaler som Bubbling Over i 1926, Hit the Deck, Judy fra 1927 og Hello Yourself i 1928. Robin flyttede til Hollywood for at arbejde for Paramount Pictures.
Hans primære samarbejdspartner var komponisten Ralph Rainger. Sammen blev de ansat for de førende sangskrivere i 1930'erne og de tidlige 1940'erne, med over 50 hits.
Robin og Rainger arbejdede sammen indtil Raingers pludselige død i et flystyrt 23. oktober 1942. Robin fortsatte med at samarbejde med mange andre komponister årene efter inklusiv Vincent Youmans, Sam Coslow, Richard A. Whiting og Nacio Herb Brown.
Robin samarbejdede med Jule Stynes om teksten til filmmusicalen Min søster Eileen i 1955. Derefter trak han sig tilbage fra filmindustrien. Han blev indlemmet i Songwriters Hall of Fame i 1972.
Han døde af en hjerteinsufficiens i Woodland Hills i Californien som 84-årig. Hans musik og sange er blevet brugt i over 500 film og tv-serier.